# 白旄镇
白旄镇，原是中华人民共和国山東省临沂市临沭县下辖的一个乡镇级行政单位。2013年12月，併入青雲鎮。

## 行政区划
白旄镇下辖以下地区：
西白旄社区、华山农村社区、王庄村、西朱崔村、中朱崔村、东朱崔村、圈子河村、腾马村、沙窝村、刘家屯村、银马庄村、石埠子村、东白旄村、河北新村、腾飞村、埠东村、华南村、金彭村、柳庄村和金柳村。